# 705
Раннє Середньовіччя. Триває чума Юстиніана. У Східній Римській імперії завершилося правління Тиберія III, відновилося правління Юстиніана II. Більшу частину території Італії займає Лангобардське королівство, деякі області належать Візантії. Франкське королівство розділене між правителями з династії Меровінгів. Іберію займає Вестготське королівство. В Англії триває період гептархії. Авари та слов'яни утвердилися на Балканах. Центр Аварського каганату лежить у Паннонії. Існують слов'янські держави: Карантанія та Перше Болгарське царство.
Омеядський халіфат займає Аравійський півострів, Сирію, Палестину, Персію, Єгипет, Північну Африку. У Китаї відновилося правління династії Тан. Індія роздроблена. В Японії триває період Ямато. Хазарський каганат підпорядкував собі кочові народи на великій степовій території між Азовським морем та Аралом. Відновився Тюркський каганат.
На території лісостепової України в VIII столітті виділяють пеньківську й корчацьку археологічні культури. У VIII столітті продовжилося швидке розселення слов'ян. У Північному Причорномор'ї співіснують різні кочові племена, зокрема булгари, хозари, алани, авари, тюрки, кримські готи.

## Події
- Юстиніан II у союзі з булгарським ханом Тервелом скинув василевса Тиберія III і відновився на троні. Тервел отримав титул цезаря.
- Араби жорстоко придушили повстання у Вірменії.
- У Китаї перед смертю імператриця У Цзетянь відновила на престолі свого сина Чжун-цзуна.
- Халіфом Омеядського халіфату став Валід I.
- Розпочався понтифікат Івана VII.
- Заснування міста Іскоростень (Коростень)

## Померли
- Абд аль-Малік ібн Марван, халіф.
- У Цзетянь, імператриця.
- Іван VI, папа римський.